# Nancy Fabiola Herrera
Nancy Fabiola Herrera (Guarenas, 1965) è un mezzosoprano spagnola.

## Biografia
Nancy Fabiola Herrera è una cantante lirica spagnola, del registro mezzosoprano, nata in Venezuela di genitori delle Canarie, cresciuta alle Canarie e che ha studiato a Madrid e alla Julliard School di New York. La sua è una consolidata carriera internazionale segnata da successi su vari scenari del mondo della lirica, come per esempio il Metropolitan Opera House di New York dove debuttò nel 2005 come protagonista di Carmen per la regia di Franco Zeffirelli e il Royal Opera House Covent Garden di Londra dove nel 2008 () ha interpretato la gitana di Georges Bizet. Al Met ha cantato anche Maddalena nel Rigoletto del 2006, con rappresentazioni nel Central Park della Grande Mela, e nello stesso anno ha interpretato Luisa Fernanda accanto a Plácido Domingo nel Teatro Real di Madrid e nel Festival de Peralada. Assieme al tenore ha cantato in un concerto per celebrare il trentennale del debutto di Domingo a Porto Rico. Il Werther, interpretato a Las Palmas de Gran Canaria, le è valso l'appellativo, da parte della critica di erede di Teresa Berganza. Ha interpretato Carmen nei più importanti teatri spagnoli (Jerez, La Coruña, Santander). Nel 2007 ha cantato il personaggio di Giulietta di Les contes d'Hoffmann nell'Opéra National de París con un'altra stella della lirica mondiale, Rolando Villazón. Nel suo repertorio anche Orlofsky di Die Fledermaus, che interpretò per la prima volta nel teatro di Las Palmas di Gran Canaria; Adalgisa dell'opera Norma (Montpellier); Rosina de Il barbiere di Siviglia (Palacio de Bellas Artes di Città del Messico); Suzuki di Madama Butterfly (Royal Opera House e Met). Dal punto di vista concertistico ha viaggiato per tutta la Cina in un tour accompagnata dalla Filarmonica di Gran Canaria.
Nel New National Theatre di Tokio ha debuttato nel 2004 con Carmen, per poi tornare l'anno seguente come Dorabella di Così fan tutte. Ha cantato il Requiem di Verdi nel Festival Pau Casals di Puerto Rico, a Bilbao e nel Palau della Música Catalana di Barcellona, ed eseguito concerti con la NordNetherlands Orchestra, la Filarmónica de Gran Canaria, la Sinfonica di Montréal, I Sinfonisti di Trento e Verona, la Opera de Washington ecc.
Nel 2008 grazie alla sua interpretazione del ruolo di La Bruja nel Teatro della Zarzuela di Madrid, ha vinto il Premio Lirico del Teatro Campoamor come migliore cantante di zarzuela.
Durante il 2009 Nancy Fabiola Herrera ha cantato all'Opera di Las Palmas de Gran Canaria partecipando al Roberto Devereux, ha debuttato come Dalila nella opera Samson et Dalila a Manaos. Ha debuttato all'Arena di Verona cantando Carmen diretta da Plácido Domingo. Sempre a Verona ha partecipato al Gala in onore al Plácido Domingo tenutosi il 24 luglio. Questa stagione è cominciata con un concerto ad Albacete e un tour con la Orchestra di Euskadi, interpretando il Requiem di Verdi in varie città del País Vasco.
Nel 2010 parteciperà alla première mondiale di Il postino, del messicano Daniel Catán, dove tornerà a cantare con Domingo e Villazón.

## Discografia
Ha inciso in CD (Deutsche Grammophon) e in DVD (Opus Arte) il ruolo di protagonista della zarzuela Luisa Fernanda, di Federico Moreno Torroba, che cantò nel Teatro Real con Plácido Domingo, José Bros e Mariola Cantarero. 
La sua discografia include tra gli altri:
- The Dark side di Ricardo Llorca. Nancy Fabiola Herrera, Mac Maclure, Concerto Italiano. Columna Música
- Dante y Cantos Populares de Granados di Enrique Granados. Nancy Fabiola Herrera, Frances Lucey. ASV Living Era
- Tercera Sinfonía di Gustav Mahler. Nancy Fabiola Herrera, Arte Nova
- El Amor Brujo, El Retablo de Maese Pedro di Manuel de Falla. Nancy Fabiola Herrera, Jordi Galofre. Naxos/MarcoPolo

## Repertorio
| Ruolo          | Titolo                   | Autore      |
| -------------- | ------------------------ | ----------- |
| Adalgisa       | Norma                    | Bellini     |
| Romeo          | I Capuleti e i Montecchi | Bellini     |
| Carmen         | Carmen                   | Bizet       |
| La Principessa | Adriana Lecouvreur       | Cilea       |
| G. Seymour     | Anna Bolena              | Donizetti   |
| Leonora        | La favorita              | Donizetti   |
| Orfeo          | Orfeo ed Euridice        | Gluck       |
| Zenobia        | Radamisto                | Händel      |
| Charlotte      | Werther                  | Massenet    |
| Dorabella      | Così fan tutte           | Mozart      |
| Giulietta      | Les contes d'Hoffmann    | Offenbach   |
| Laura          | La Gioconda              | Ponchielli  |
| Suzuki         | Madama Butterfly         | Puccini     |
| Rosina         | Il barbiere di Siviglia  | Rossini     |
| Angelina       | La Cenerentola           | Rossini     |
| Isabella       | L'italiana in Algeri     | Rossini     |
| Dalila         | Samson et Dalila         | Saint-Saëns |
| Baba The Turk  | The Rake's Progress      | Stravinskij |
| Mother Goose   | The Rake's Progress      | Stravinskij |
| Olga           | Eugenio Onieghin         | Čajkovskij  |
| Pauline        | Pique Dame               | Čajkovskij  |
| Preziosilla    | La forza del destino     | Verdi       |
| Fenena         | Nabucco                  | Verdi       |
| Maddalena      | Rigoletto                | Verdi       |
| Orlovsky       | Die Fliedermaus          | J. Strauss  |
| María          | María de Buenos Aires    | Piazzolla   |